# Arthez-d’Asson
Arthez-d’Asson település Franciaországban, Pyrénées-Atlantiques megyében. Lakosainak száma 458 fő (2022. január 1.). Arthez-d’Asson Asson és Bruges-Capbis-Mifaget községekkel határos.

## Népesség
A település népességének változása:
| Lakosok száma | 514  | 516  | 512  | 491  | 480  | 472  | 464  | 460  | 458  |
|               | 2013 | 2015 | 2016 | 2017 | 2018 | 2019 | 2020 | 2021 | 2022 |